# Cephalotes decolor
Cephalotes decolor é uma espécie de inseto do gênero Cephalotes, pertencente à família Formicidae.